# Cammin (Burg Stargard)
Cammin is een ortsteil van de Duitse stad Burg Stargard in de deelstaat Mecklenburg-Voor-Pommeren ten zuiden van Neubrandenburg. Tot 25 mei 2014 was Cammin een zelfstandige gemeente in de Landkreis Mecklenburgische Seenplatte.

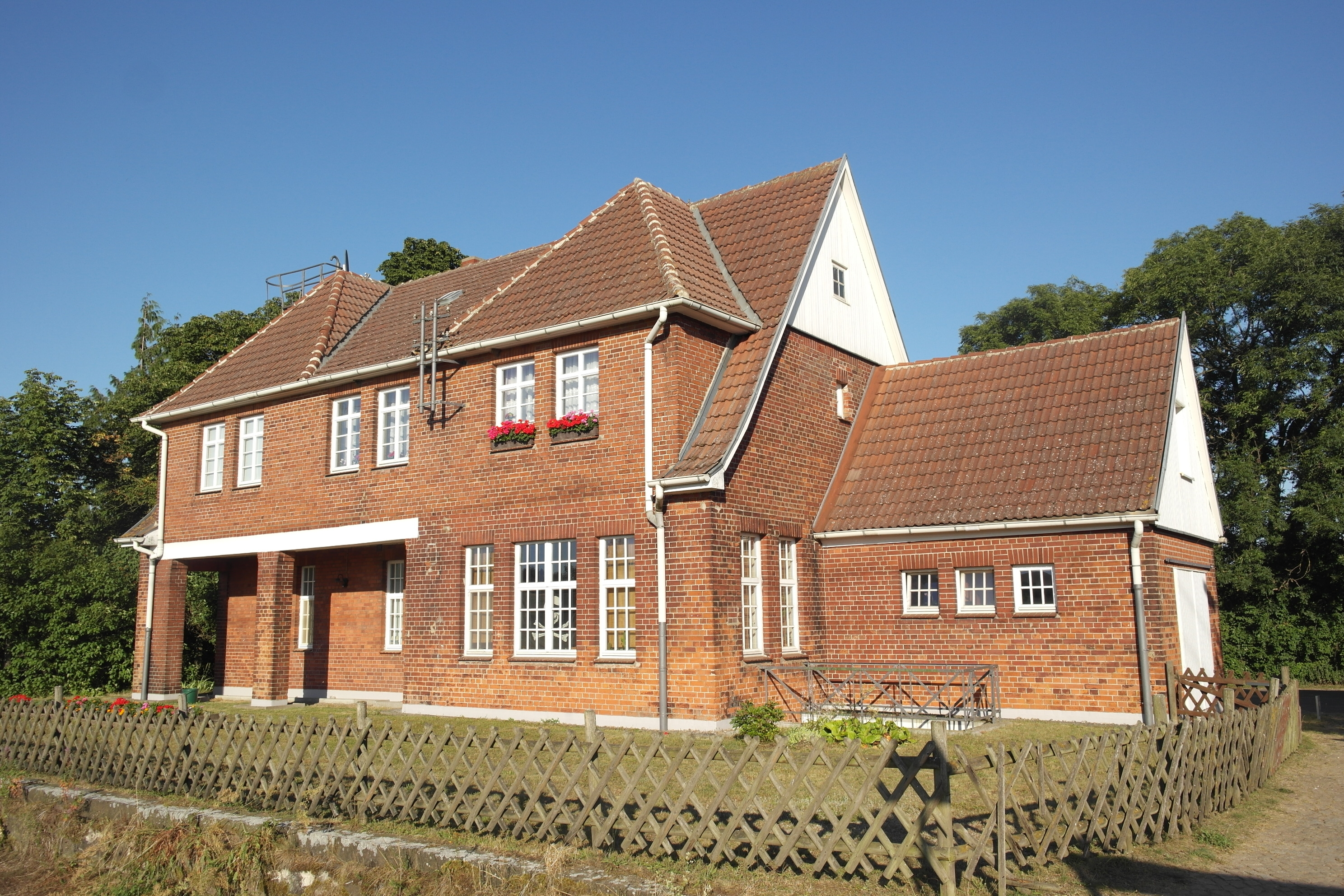
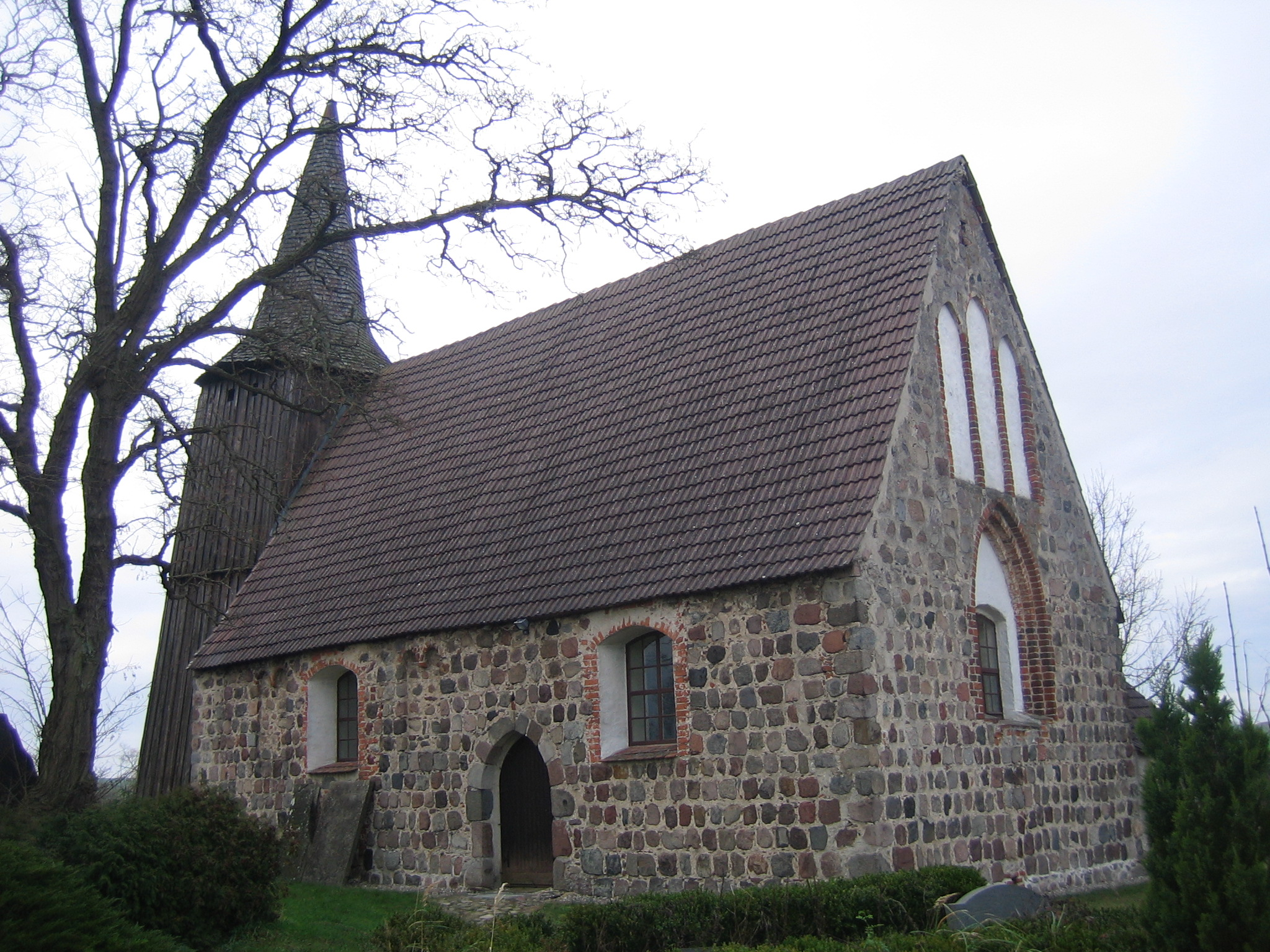
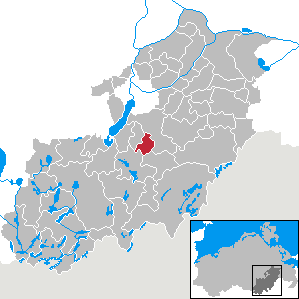